# Junonia leucotincta
Junonia leucotincta är en fjärilsart som beskrevs av Embrik Strand 1911. Junonia leucotincta ingår i släktet Junonia och familjen praktfjärilar. Inga underarter finns listade i Catalogue of Life.